# میدان نفتی بلال
میدان نفتی بلال از میدان‌های نفتی ایران است، که در استان هرمزگان قرار دارد و در منطقه لاوان، در محدوده خلیج فارس مستقر می‌باشد. این میدان در نزدیکی آب‌های قطر واقع شده و شامل دو مخزن شناخته شده عرب و خاتیا است. 
با استفاده از اطلاعات پتروگرافی و نگارهای پتروفیزیکی اطلاعات لازم جهت مدل‌سازی مخزن عرب فراهم شد. جهت انجام این مطالعه ابتدا اطلاعات لازم جمع آوری، دسته‌بندی و به فرمت‌های مناسب تبدیل شد. جهت مدل‌سازی ساختار مخزن، نقشه‌های هم‌تراز عمقی با اطلاعات انحراف چاه و نقاط ورودی چاه‌ها مطابقت داده شد. 
در نهایت نقشه هم تراز راس سازند عرب به عنوان نقشه پایه وارد نرم‌افزار شد. پس از ساختن مدل سه بعدی ساختار زون‌های مختلف، نتایج تفسیر اطلاعات پتروفیزیکی به مدل ساخته شده وارد شد. با توجه به تمرکز اطلاعات تنها در ۵ حلقه چاه، نرم‌افزار به شیوه درون یابی این اطلاعات را به سایر قسمتهای مخزن تعمیم داده‌است و بر این اساس نقشه پراکندگی خواص پتروفیزیکی مخزن تهیه شد. 
در نهایت میزان نفت در جا در هر زون و کل مخزن محاسبه گردید. بررسی حاضر نشان داد که مخزن عرب در این میدان در زون D بهترین کیفیت را از نظر نفت دهی دارد. میدان بلال در حال حاضر با ظرفیت کامل در دست تولید است و از زمان آغاز تولید اولیه از این میدان در ۱۲ بهمن سال ۱۳۸۱ تا پایان سال ۱۳۸۲، بیش از ۱۳ میلیون بشکه نفت به ارزش ۴۰۰ میلیون دلار تولید شده‌است. 
میزان نفت در جای این میدان ۲۹۳ میلیون بشکه برآورد شده‌است که حدود ۱۱۷ میلیون بشکه آن قابل برداشت است. ضریب بازیافت از این میدان نیز برای یک دوره ۱۴ ساله حدود ۴۰ درصد اعلام شده‌است. عمق متوسط مخزن میدان نفتی بلال در حدود ۶۰۰۰ فوت و درجه نفت آن بسیار خوب و سبک و در حد API ۴۱/۶ است. 
هم اکنون روزانه ۸ هزار بشکه نفت از ۱۴ حلقه چاه تولیدی در این میدان تولید می‌شود و به منظور حفظ فشار مخزن، ۵ حلقه چاه تزریقی برای تزریق ۵۰ هزار بشکه آب در روز به مخزن این میدان حفاری شده‌است. قرارداد اجرای طرح توسعه میدان نفتی بلال به روش بیع متقابل در سال ۱۳۷۸ با شرکت توتال منعقد شد و از اواخر سال ۱۳۸۱ به مرحله بهره برداری نهایی رسید. 
کل هزینه‌های اجرای این طرح ۳۱۶ میلیون و ۶۷۵ هزار دلار اعلام شده‌است، که با توجه به تولید پیش‌بینی شده برای ۱۴ سال و تولید ۱۱۷ میلیون بشکه نفت با احتساب ۲۵ دلار برای هر بشکه، درآمد ناشی از فروش نفت خام به بیش از ۳ میلیارد دلار خواهد رسید. ایجاد فرصت شغلی مستقیم برای حدود ۱۲۰ نفر و فرصت شغلی غیرمستقیم برای یکصد نفر از جمله ویژگی‌های بهره برداری از طرح توسعه میدان نفتی بلال است.